# Фармингтон (Мичиген)
Фармингтон (Мичиген) (енгл. Farmington) град је у америчкој савезној држави Мичиген. По попису становништва из 2010. у њему је живело 10.372 становника.

## Демографија
Према попису становништва из 2010. у граду је живело 10.372 становника, што је 51 (0,5%) становника мање него 2000. године.
| Група             | 2000.         | 2010.         |
| Белци             | 8.839 (84,8%) | 7.274 (70,1%) |
| Афроамериканци    | 285 (2,7%)    | 1.186 (11,4%) |
| Азијати           | 1.051 (10,1%) | 1.440 (13,9%) |
| Хиспаноамериканци | 125 (1,2%)    | 215 (2,1%)    |
| Укупно            | 10.423        | 10.372        |